# John William De Forest
John William De Forest, né le 31 mai 1826 à Seymour et mort le 17 juillet 1906 à New Haven dans le Connecticut, est un écrivain américain.

## Œuvres
- The History of the Indians of Connecticut, from the Earliest known Period to 1850 (Hartford, 1851)
- Oriental Acquaintance, (New York, 1856)
- Witching Times (1856)
- European Acquaintance (1858)
- Seacliff, (Boston, 1859)
- Miss Ravenel's Conversion from Secession to Loyalty (en) (New York, 1867)
- Overland (New York, 1871)
- Kate Beaumont (Boston, 1872)
- The Wetherell Affair (New York, 1873)
- Honest John Vane (New Haven, 1875)
- Justine Vane (New York, 1875)
- Playing the Mischief (1875)
- Irene Vane (1877)
- Irene, the Missionary (Boston, 1879)
- The Oddest of Courtships, or the Bloody Chasm (New York, 1881)
- A Lover's Revolt (1898)
- The De Forests of Avesnes (and of New Netherland) a Huguenot thread in American colonial history (New Haven, 1900)
- The Downing legends; stories in rhyme (New Haven, 1901)
- Poems; Medley and Palestina (New Haven, 1902)